# Radio Venceremos

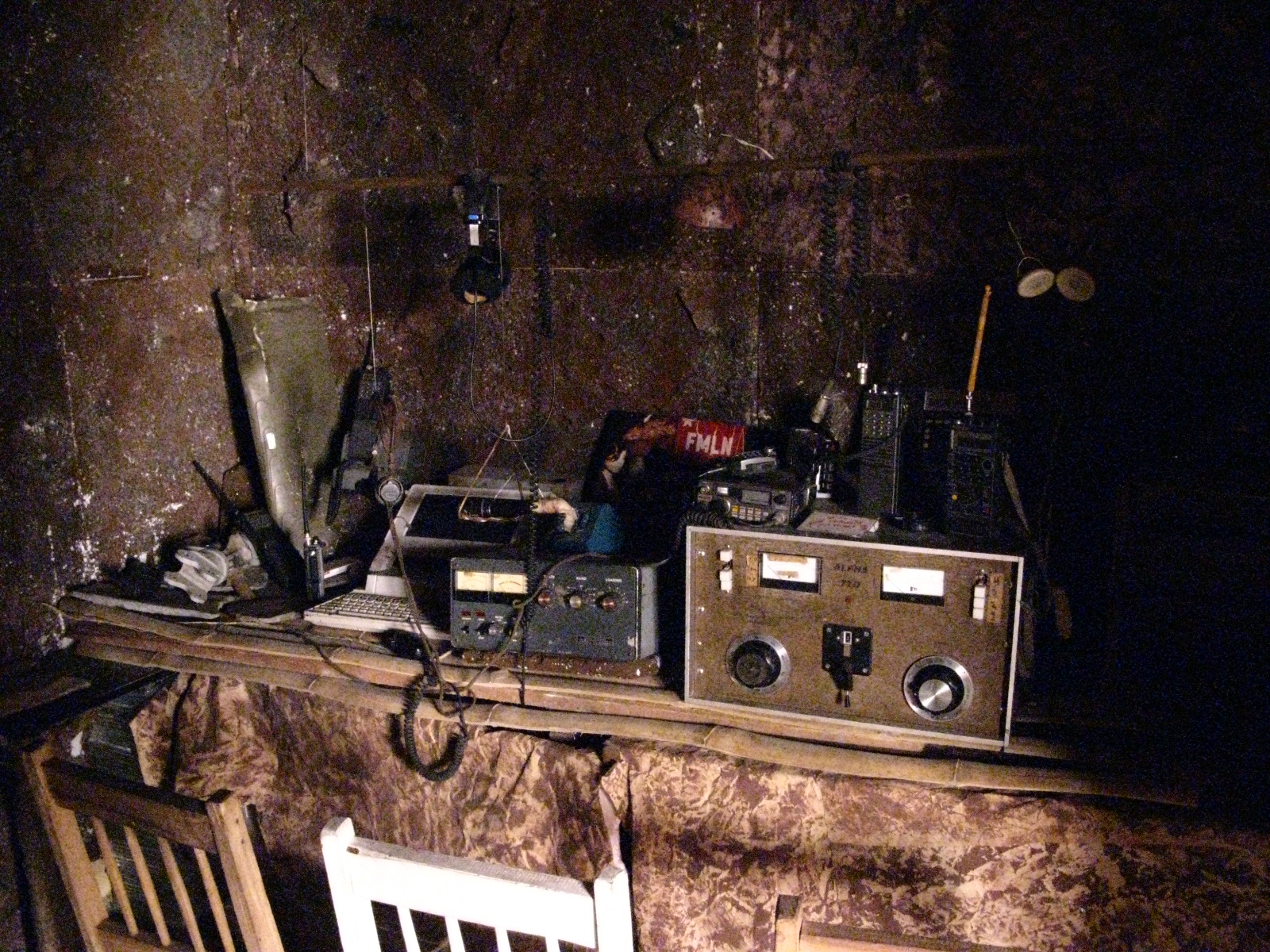
Una reconstrucción de la radio Venceremos, en el Museo de la Palabra y la Imagen (ciudad de San Salvador).

Radio Venceremos fue una estación de radiodifusión clandestina de El Salvador, que durante la guerra civil salvadoreña (1980-1991) fue la voz oficial del Frente Farabundo Martí para la Liberación Nacional (FMLN). 

## Historia

### Durante la guerra civil salvadoreña
Radio Venceremos inició transmisiones el 10 de enero de 1981 y fue fundada por el periodista venezolano Carlos Henríquez Consalvi (Santiago).
La radio tenía su base en las montañas del norte del departamento de Morazán, cerca de la localidad de Perquín. Transmitía en onda corta y en FM tres veces al día, su emisión principal ocurría a las 6 de la tarde (18:00 UTC-6). La zona desde la que transmitía la radio era una de las áreas del territorio salvadoreño, controlada por el Ejército Revolucionario del Pueblo, una de las organizaciones integrantes del FMLN. La radio se creó con la intención de ser un referente informativo para el pueblo salvadoreño y la comunidad internacional, sobre el desarrollo de la guerra civil en el país. Los años de guerra de la estación y su influencia nacional e internacional fueron documentados en la obra Las mil y una historias de la Radio Venceremos por el periodista cubano José Ignacio López Vigil, y La terquedad del izote, de Carlos Henríquez Consalvi.
Las transmisiones diarias de la emisora se abrían y cerraban con la canción Venceremos del grupo chileno Inti Illimani. En cada transmisión, la radio instaba a la población a apoyar la lucha del FMLN, denunciaba los crímenes de guerra cometidos por sus enemigos, informaba sobre los ataques realizados por las fuerzas del FMLN en contra de las fuerzas e instalaciones gubernamentales, así como las bajas sufridas por ambos mandos. Bajo la dirección del periodista alemán Paolo Luers se creó una unidad audiovisual, dependiente de la radio, denominada Sistema Radio Venceremos, que producía documentales y películas destinados al público estadounidense y europeo, con el fin de denunciar las violaciones a los derechos humanos cometidas por la Fuerza Armada de El Salvador y dar a conocer la lucha de liberación del FMLN.
La emisora logró gran audiencia y su centro de transmisión se convirtió en blanco de constantes ataques por parte de la Fuerza Armada de El Salvador, que consideraba estratégica su destrucción.
El 23 de octubre de 1984, un grupo de soldados salvadoreños, liderados por el teniente coronel Domingo Monterrosa Barrios, logró capturar el transmisor de Radio Venceremos en Joateca (Morazán). Se convocó a  periodistas a una conferencia de prensa en San Miguel, adonde exhibiría el equipo electrónico como trofeo de guerra y como símbolo de la derrota del FMLN. Domingo Monterrosa y seis de sus subordinados montaron el transmisor en un helicóptero del ejército, ignorando que los guerrilleros habían instalado cargas explosivas y detonadores en el falso transmisor. Poco después de despegar, el artefacto explotó en el aire, matando instantáneamente a los militares junto con la tripulación.
En los años siguientes, se logró en varias oportunidades bloquear la frecuencia en la que transmitía Radio Venceremos, a los ciudadanos. También bloqueó la radio con transmisiones de música evangélica.

### Después de la Guerra Civil
En 1992, después de los Acuerdos de Paz de Chapultepec, Radio Venceremos fue autorizada a continuar sus transmisiones de manera legal y recibió una licencia de FM.
Carlos Henríquez Consalvi se separó de la radio en 1994, para fundar el Museo de la Palabra y la Imagen.
Posteriormente la emisora abandonó su carácter político y se transformó en una radio comercial, conocida simplemente como RV.
Actualmente la frecuencia de RV ha sido alquilada a una emisora protestante evangélica.

## En el cine
La película venezolana Trampa para un gato (Manuel de Pedro, 1994) relata la historia de Radio Venceremos.
En una escena de la película Voces Inocentes (2004) Chava se encuentra escuchando un fragmento real de Radio Venceremos mediante un transmisor que un miembro del FMLN le obsequió y le pidió sintonizar a escondidas.